# AeroHonduras
AeroHonduras S.A./C.V. era una aerolínea con base en el Aeropuerto Internacional Toncontín en Tegucigalpa, Honduras. Operaba vuelos regulares dentro de Centroamérica y Estados Unidos. 

## Historia
Originalmente establecida como Sol Air en enero de 2002, la aerolínea arrendó un Boeing 727-200 (N296SC) de Falcon Air Express e inició operaciones el 12 de julio de ese año. En julio de 2003, la aerolínea venezolana Aeropostal adquirió una participación del 45% en la empresa y la rebautizó como AeroHonduras; el presidente de la aerolínea, Ricardo Martínez, retuvo una participación del 55%.
En agosto de 2005, AeroHonduras suspendió sus operaciones después de que su único Boeing 737-300 en funcionamiento fuera devuelto a Falcon Air Express. Aunque la aerolínea inicialmente indicó que se trataba de un traslado temporal, hubo problemas con el pago financiero de los servicios, retrasos asociados con las reparaciones y mala gestión financiera asociada con la suspensión del servicio.
AeroHonduras voló a Managua, San Pedro Sula, Tegucigalpa y Roatán, en Honduras, y a Miami, en EE. UU.; e intercambia destinos de vez en cuando entre Dallas, San José, San Salvador y Ciudad de Guatemala.

## Antiguos destinos
| Países         | Destinos                      | Aeropuertos                                    |
| -------------- | ----------------------------- | ---------------------------------------------- |
| Costa Rica     | San José (chárter)            | Aeropuerto Internacional Juan Santamaría       |
| El Salvador    | San Salvador (chárter)        | Aeropuerto Internacional de El Salvador        |
| Estados Unidos | Dallas (chárter)              | Aeropuerto Internacional de Dallas-Fort Worth  |
| Estados Unidos | Miami                         | Aeropuerto Internacional de Miami              |
| Guatemala      | Ciudad de Guatemala (chárter) | Aeropuerto Internacional La Aurora             |
| Honduras       | Roatán                        | Aeropuerto Internacional Juan Manuel Gálvez    |
| Honduras       | San Pedro Sula                | Aeropuerto Internacional Ramón Villeda Morales |
| Honduras       | Tegucigalpa                   | Aeropuerto Internacional Toncontín             |
| Nicaragua      | Managua                       | Aeropuerto Internacional Augusto C. Sandino    |

## Flota histórica
| Aeronaves      | Total | Introducido | Retirado | Matrículas      |
| -------------- | ----- | ----------- | -------- | --------------- |
| Boeing 727-200 | 2     | 2002        | 2004     | N54348 y N296SC |
| Boeing 737-300 | 2     | 2002        | 2005     | N371FA y N550FA |